# Cody Williams
Cody Leron Williams (San Luis Obispo, California, 20 de noviembre de 2004) es un baloncestista estadounidense que pertenece a la plantilla de los Utah Jazz de la NBA. Con 2,01 metros de estatura, juega en la posición de alero. Es el hermano pequeño del también jugador profesional Jalen Williams.

## Trayectoria deportiva

### Universidad
Tras participar en su etapa de secundaria en los prestigiosos McDonald's All-American Game, Jordan Brand Classic y Nike Hoop Summit, jugó una temporada con los Buffaloes de la Universidad de Colorado en Boulder, en la que promedió 11,9 puntos, 3,0 rebotes y 1,6 asistencias por partido. Fue incluido en el mejor quinteto freshman de la Pacific-12 Conference.
Al término de la temporada, el 22 de abril de 2024 se declaró elegible para el draft de la NBA, renunciando al resto de su elegibilidad universitaria.

#### Estadísticas
| Año     | Equipo   | PJ | PT | MPP  | %TC  | %3P  | %TL  | RPP | APP | ROB | TPP | PPP  |
| ------- | -------- | -- | -- | ---- | ---- | ---- | ---- | --- | --- | --- | --- | ---- |
| 2023–24 | Colorado | 24 | 18 | 28.4 | .552 | .415 | .714 | 3.0 | 1.6 | .6  | .7  | 11.9 |

### Profesional
Fue elegido en la décima posición del Draft de la NBA de 2024 por los Utah Jazz, franquicia con la que firmó contrato el 2 de julio.

## Estadísticas de su carrera en la NBA

### Temporada regular
| Año     | Equipo | PJ | PT | MPP  | %TC  | %3P  | %TL  | RPP | APP | ROB | TPP | PPP |
| ------- | ------ | -- | -- | ---- | ---- | ---- | ---- | --- | --- | --- | --- | --- |
| 2024-25 | Utah   | 50 | 21 | 21.2 | .323 | .259 | .725 | 2.3 | 1.2 | .5  | .3  | 4.6 |
| Total   | Total  | 50 | 21 | 21.2 | .323 | .259 | .725 | 2.3 | 1.2 | .5  | .3  | 4.6 |